# Halowe Mistrzostwa Czech w Lekkoatletyce 2000
Halowe Mistrzostwa Czech w Lekkoatletyce w 2000 – halowe zawody lekkoatletyczne organizowane przez Český atletický svaz, które odbyły się 12 i 13 lutego w Pradze.

## Rezultaty
| PB - rekord życiowy \| SB - najlepszy wynik w sezonie \| NR – halowy rekord kraju |

### Mężczyźni
| Konkurencja:              | 1. miejsce                                                     | Rezultat | 2. miejsce                                                          | Rezultat | 3. miejsce                                                        | Rezultat |
| Bieg na 60 m              | Martin Duda                                                    | 6,71     | Radek Řechka                                                        | 6,74     | Jan Kritzbach                                                     | 6,80     |
| Bieg na 200 m             | Martin Morkes                                                  | 21,69    | Štěpán Tesařík                                                      | 21,75    | Martin Braniš                                                     | 22,12    |
| Bieg na 400 m             | Jiří Mužík                                                     | 46,45    | Karel Bláha                                                         | 46,78    | Jan Poděbradský                                                   | 46,95    |
| Bieg na 800 m             | Martin Jareš                                                   | 1:51,12  | Michal Šneberger                                                    | 1:51,41  | Lukáš Musil                                                       | 1:52,29  |
| Bieg na 1500 m            | Michal Šneberger                                               | 3:47,60  | Radim Matyáš                                                        | 3:51,58  | Daniel Fekl                                                       | 3:52,71  |
| Bieg na 3000 m            | Lubomír Pokorný                                                | 8:13,71  | Michael Nejedlý                                                     | 8:13,73  | Josef Pomikálek                                                   | 8:20,72  |
| Bieg na 60 m przez płotki | Tomáš Dvořák                                                   | 7,76     | Ladislav Burdel                                                     | 7,78     | Roman Šebrle                                                      | 7,84     |
| Sztafeta 4 × 200 m        | Dukla Praha Martin Morkes Jiří Birnbaum Josef Rous Jiří Kmínek | 1:29,09  | Slavia Praha Martin Bohman Petr Habásko Petr Šarapatka Václav Bláha | 1:29,80  | AC Pardubice Pavel Loučka Lukáš Drbohlav Tomáš Zumr Martin Košťál | 1:29,86  |
| Skok wzwyż                | Tomáš Janků                                                    | 2,19     | Jan Janků                                                           | 2,19     | Jiří Křehula                                                      | 2,15     |
| Skok o tyczce             | Adam Ptáček                                                    | 5,60     | Petr Špaček                                                         | 5,55     | Matěj Urban                                                       | 5,40     |
| Skok w dal                | Roman Šebrle                                                   | 7,88     | Tomáš Dvořák                                                        | 7,78     | Milan Kovář                                                       | 7,74     |
| Trójskok                  | Tomáš Cholenský                                                | 15,97    | Martin Sýkora                                                       | 15,24    | Marek Zikl                                                        | 14,99    |
| Pchnięcie kulą            | Richard Navara                                                 | 17,45    | Tomáš Dvořák                                                        | 16,85    | Antonín Žalský                                                    | 16,67    |
| Siedmiobój                | Tomáš Komenda                                                  | 5810     | Jiří Ryba                                                           | 5788     | Aleš Pastrňák                                                     | 5732     |

### Kobiety
| Konkurencja:              | 1. miejsce                                                                 | Rezultat | 2. miejsce                                                                 | Rezultat | 3. miejsce                                                                    | Rezultat |
| Bieg na 60 m              | Pavlína Dlouhá                                                             | 7,47     | Pavla Andrýsková                                                           | 7,55     | Lucie Komrsková                                                               | 7,58     |
| Bieg na 200 m             | Helena Fuchsová                                                            | 24,06    | Lenka Ficková                                                              | 24,56    | Štěpánka Loučková                                                             | 25,00    |
| Bieg na 400 m             | Jitka Burianová                                                            | 52,51    | Tereza Žížalová                                                            | 54,75    | Denisa Krejčová                                                               | 54,85    |
| Bieg na 800 m             | Ludmila Formanová                                                          | 2:03,18  | Renata Hoppová                                                             | 2:09,36  | Petra Lochmanová                                                              | 2:09,94  |
| Bieg na 1500 m            | Renata Hoppová                                                             | 4:25,15  | Jana Kapounová                                                             | 4:28,52  | Michaela Kutišová                                                             | 4:31,10  |
| Bieg na 3000 m            | Petra Drajzajtlová                                                         | 9:23,67  | Helena Volná                                                               | 9:46,05  | Renata Kvitová                                                                | 9:47,90  |
| Bieg na 60 m przez płotki | Michaela Hejnová                                                           | 8,42     | Lucie Škrobáková                                                           | 8,58     | Pavla Brodzáková                                                              | 8,62     |
| Sztafeta 4 × 200 m        | Olymp Praha Kristýna Šubrtová Denisa Krejčová Klára Dubská Jitka Burianová | 1:37,93  | USK Praha Lenka Ostravská Zuzana Peichlová Leona Kulichová Lucie Komrsková | 1:39,91  | Spartak Praha 4 Jana Polívková Alena Rücklová Stanislava Batlíková Eva Horová | 1:41,46  |
| Skok wzwyż                | Zuzana Hlavoňová                                                           | 1,91     | Inge Janků                                                                 | 1,84     | Barbora Laláková                                                              | 1,84     |
| Skok o tyczce             | Pavla Hamáčková                                                            | 4,40     | Daniela Bártová                                                            | 4,20     | Šárka Mládková                                                                | 4,10     |
| Skok w dal                | Lucie Komrsková                                                            | 6,36     | Martina Darmovzalová                                                       | 6,29     | Šárka Beránková                                                               | 6,19     |
| Trójskok                  | Šárka Kašpárková                                                           | 14,03    | Helena Vinařová                                                            | 12,63    | Monika Turanská                                                               | 12,57    |
| Pchnięcie kulą            | Zdeňka Šilhavá                                                             | 16,49    | Věra Pospíšilová                                                           | 15,48    | Lucie Vrbenská                                                                | 15,26    |
| Pięciobój                 | Jana Klečková                                                              | 4275     | Kateřina Nekolná                                                           | 4258     | Michaela Hejnová                                                              | 4149     |